# Clube Nacional Borbense
O Clube Nacional Borbense (ou Associação Recreativa Clube Nacional Borbense) ou Borbense é uma agremiação esportiva da cidade de Borba, no Amazonas. O clube profissionalizou-se no futebol do estado em 2013 e participa de torneios oficiais de futsal do estado onde obtém destaque.

## História
O Nacional nasceu do projeto do ex-jogador Robsoney Fonseca com seus irmãos Roberto Jaime e José Rodenilson. Torcedor do Nacional de Manaus, Robsoney usou este como inspiração para o nome e o escudo do novo clube, que ficou conhecido como Naça de Borba.
Foi inicialmente fundado apenas para a prática do futsal, dando inicio às atividades no futebol de campo apenas em 13 de Abril de 2004. Representando a cidade de Borba, disputou campeonatos amadores até 2013. Filiou-se à Federação Amazonense de Futebol naquele ano e logo disputou a Segunda Divisão, obtendo o acesso na sua primeira partipação.
No Esporte Amador
Fundado em 1989, iniciou a sua história no futsal, disputando torneios importantes como a Copa TV Amazonas de Futsal. A partir de 2004 o Nacional de Borba, que já tinha uma notoriedade municipal e uma grande torcida, iniciou sua trajetória nos campos. Inicialmente disputou torneios amadores, como a Copa dos Rios, representando a cidade de Borba e, em 2013, contatou a FAF com o objetivo de profissionalizar-se e, neste mesmo ano, disputou sua primeira competição profissional, a Série B do Amazonense daquele ano.

### Profissionalização
O clube borbense, depois de obter sucesso no amadorismo, resolveu focar objetivos maiores, como a disputa do Campeonato Amazonense de Futebol. Depois de convites da FAF, a profissionalização veio em 2013 para disputar a Série B do Amazonense. É oficialmente o segundo clube profissional a representar a calha do Rio Madeira, o primeiro foi o CDC Manicoré.
Com duas vitórias e 6 pontos nos dois turnos, o Camaleão foi 2º colocado e, consequentemente, conquistou o acesso à primeira divisão no ano seguinte.
No Futebol Profisional
Em 2014, o Borbense estreou na elite do Campeonato Amazonense após ser o Vice-campeão da Série B no ano anterior, a equipe chegou na elite cotada como uma das agremiações que lutariam contra o rebaixamento, mas mostrou o contrário assim que o Estadual teve início. No primeiro turno, o time de Borba se classificou para as semifinais, venceu o jogo de ida, porem acabou derrotado no de volta pelo Princesa do Solimões.
Já no returno, na fase de grupos, a equipe ficou a um ponto de, mais uma vez, figurar entre os quatro melhores times do Estado. Na somatória de pontos, o Borbense ficou na quarta posição geral com 18 pontos conquistados ( foram cinco vitórias, três empates e três derrotas) - atrás apenas de Nacional, Princesa do Solimões e Fast Clube. 
Série A 2015 e Rebaixamento em 2016
Em 2015 o clube não obteve o grande sucesso do ano anterior, mas ainda assim se manteve na Primeira Divisão. Em 2016 veio o rebaixamento, num torneio de apenas sete clubes, com a última posição. Desde então o clube encontra-se sem disputar partidas oficiais.

## Símbolos
Nome
O clube foi fundado oficialmente como Associação Recreativa - Clube Nacional Borbense mas ficou conhecido na imprensa estadual apenas como Borbense e não como Nacional, como era esperado. O uso de Borbense se deu como forma de identificar o gentílico do município de Borba, o qual o clube representa. A exemplo do Fast Clube, que também é Nacional.
Escudo
O escudo do Nacional Borbense é similar ao do Nacional de Manaus, porém, utilizando a cor amarela no círculo central e as letras ARCNB.
Mascote
O mascote oficial do clube é o Camaleão.
Uniforme
O uniforme principal é completamente azul, o numero dois é todo branco.

## Diretoria atual
- Presidente: José Rodenilson da Fonseca Sá
- Vice-Presidente: Francisco Robsoney Fonseca de Sá
- Tesoureiro: Roberto Jaime da Fonseca Sá

## Torcidas
- Torcida Camaleão Borbense (ativa)

## Títulos

### Futebol
- Campeonato Borbense de Futebol: 04 (em seis disputas). (amador)
- Copa dos Campeões do Rio Madeira: 01 (amador)

### Futsal
- Copa TV Amazonas de Futsal (Fase Interior): 01 (amador)
- Campeonato Borbense de Futsal: 08 (amador)
- Copa Borba: 03 (amador)
- Copa dos Rios de Futsal (Calha do Rio Madeira): 02 (amador)